# سانحه برخورد قطار در یونان ۲۰۲۳
سانحه برخورد قطار در یونان ۲۰۲۳ در ۲۸ فوریه ۲۰۲۳ در جنوب دره تمپی در نزدیکی روستای تمپه در تسالی، یونان رخ داد که در آن یک قطار بین شهری با تأخیر که از آتن به تسالونیکی در حرکت بود، با قطاری که در همان مسیر ولی در جهت مخالف در حرکت بود برخورد کرد. در نتیجه هر دو قطار تا حدی از ریل خارج شدند. با ۵۷ کشته، ۸۵ مجروح و
وضعیت ۱۰ نفر از ۳۵۴ نامعلوم است که مفقود اعلام شده‌اند. این بدترین فاجعه در تاریخ راه‌آهن در یونان است.

## برخورد
قطار مسافربری بین‌شهری ۶۲ (InterCity-62) که قرار بود ساعت ۷:۲۲ بعد از ظهر از آتن به سمت تسالونیکی حرکت کند، تقریباً در ساعت ۷:۳۰ بعد از ظهر چند دقیقه به راه افتاد؛ در EET (5:30 بعد از ظهر UTC)، با حدود ۳۵۰ مسافر. بسیاری از مسافران، دانشجویانی در بیست و چند سالگی زندگی خود بودند که پس از تعطیلات آخر هفته طولانی برای جشن چله روزه ارتدکس یونانی بازمی‌گشتند. در همان زمان، یک قطار باری حامل چندین واگن بارگیری شده با کانتینرهای حمل و نقل و فولاد صفحه‌ای از تسالونیکی به سمت لاریسا در حرکت بود.
این برخورد بین دو قطار در خط اصلی آتن-تسالونیکی؛ که توسط OSE، شرکت ملی راه‌آهن یونان اداره می‌شود، رخ داد. بخشی که حادثه در آن واقع شده‌است، واقع در ۲۷٫۳ کیلومتری (۱۷٫۰ مایلی) شمال لاریسا، دارای دو مسیر و مجهز به کنترل‌های خودکار بود، اما سوئیچینگ و سیگنالینگ همچنان به صورت دستی کنترل می‌شد. قطار مسافربری و قطار باری درست قبل از نیمه شب در نزدیکی اوانجیلیسموس با هم برخورد کردند. با توجه به تاریکی در زمان حادثه و کمبود زمان برای هرگونه واکنش رانندگان دو قطار، تخمین زده شده که قطار مسافربری با سرعتی بین ۱۴۰ کیلومتر در ساعت تا ۱۶۰ کیلومتر حرکت بوده‌است؛ ۹۹ مایل در ساعت.

### قربانیان
در این حادثه دست کم پنجاه و هفت نفر کشته و ۸۰ نفر دیگر مجروح شدند که ۲۵ نفر از آنها به‌شدت مجروح شده‌اند. از مجروحان، ۶۶ نفر در بیمارستان بستری هستند و شش نفر در بخش مراقبت‌های ویژه بستری هستند. شناسایی برخی قربانیان به دلیل دمای بالای ۱۳۰۰ درجه سانتیگراد (۲۳۷۰ درجه فارنهایت) در داخل اولین واگن قطار بسیار چالش‌برانگیز بوده‌است. پنج آلبانیایی، دو دانشجوی قبرسی و یک شهروند رومانیایی در میان کشته شدگان هستند.